# Dan Abrams
Dan Abrams (20 maggio 1966) è un giornalista, imprenditore e conduttore televisivo statunitense.

## Biografia
Attualmente è il conduttore dello show in prima serata Dan Abrams Live su NewsNation, On Patrol: Live su Reelz e The Dan Abrams Show: Where Politics Meets The Law sul canale P.O.T.U.S. di SiriusXM. È anche Chief Legal Analyst di ABC News.
Abrams è stato il conduttore di Live PD sulla rete via cavo A&E e ha creato e ospita Court Cam, una produzione Law&Crime su A&E. In precedenza era conduttore di Nightline. Abrams ha anche lavorato come capo corrispondente legale e analista per NBC News e direttore generale di MSNBC, e ha lavorato come conduttore per la stessa rete. Ha iniziato la sua carriera professionale nel 1994 come reporter per Court TV, coprendo, tra gli altri, il processo per omicidio di O. J. Simpson.